# Shorea faguetiana
Shorea faguetiana är en tvåhjärtbladig växtart som beskrevs av Heim.. Shorea faguetiana ingår i släktet Shorea och familjen Dipterocarpaceae. Inga underarter finns listade i Catalogue of Life.

## Bildgalleri